# Patuakhali Sadar
Pour le district, voir Patuakhali (district).
Patuakhali Sadar est une upazila du Bangladesh dans le district de Patuakhali. En 2011, on y dénombrait 316 462 habitants.

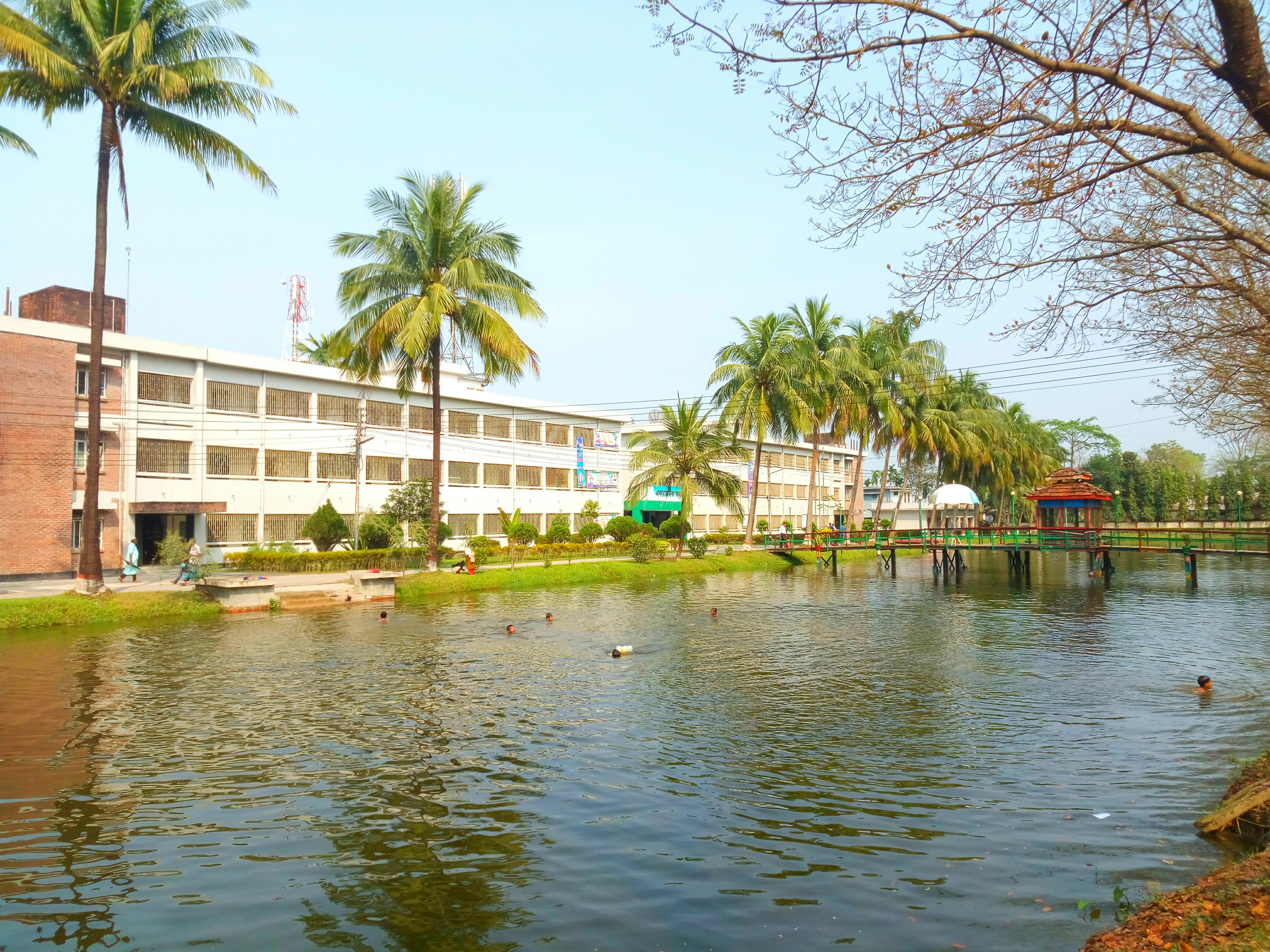
Lac de l'Université des sciences et technologies de Patuakhali